# Balleny Basin
Balleny Basin är en bassäng i Antarktis. Den ligger i havet utanför Östantarktis. Nya Zeeland gör anspråk på området.